# J.P. Sears (giocatore di baseball)
John Patrick Sears (Sumter, 19 febbraio 1996) è un giocatore di baseball statunitense, di ruolo lanciatore, che gioca per i San Diego Padres (MLB).
In precedenza ha giocato in MLB anche con i New York Yankees e con gli Oakland Athletics/Athletics.